# リトル・トーキョー
リトル・トーキョー（英: Little Tokyo）は、ロサンゼルスのダウンタウン内にあるアメリカ最大の日本人街の通称である。「Lil' Tokyo」、「小東京」などとも呼ばれている。転じて、日本国外にある日本人街全般のことを指すこともある。
リトルトーキョーの東端、全米日系人博物館そばの外壁には「ロサンゼルスの小東京は、我々の心の故郷です」と書かれた壁画が描かれている。

## 年表

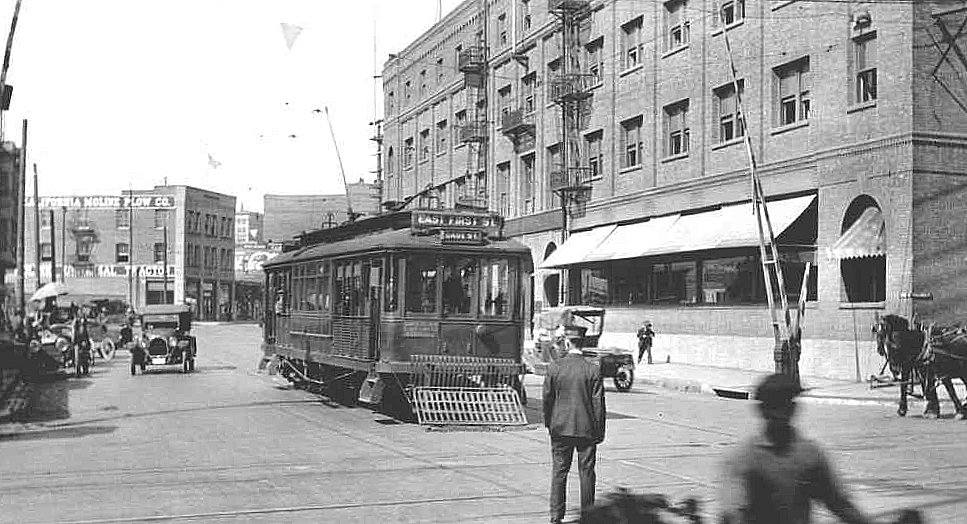
「アラメダ・ストリート」（1918年）

- 1884年 日本から北米大陸への移住が始まる。
- 1885年 日本人漁民チャールズ・カメこと重田濱之助がロサンゼルスのダウンタウン地区1番街340番地に日本食店カメ・レストランを開店。それ以降、25世帯の日系人が居住、日系児童のための学校も設立され、これがリトルトーキョー発祥の基礎となった（1945年からギフトショップ「文化堂」がこの住所で営業）。
- 1888年 日系移民のほとんどがキリスト教に改宗したためYMCAが設立された[要出典]。当時の日系移民たちは、衣食の援助や英語が学べるといった実利的理由から便宜的に教会に属する者も少なくなかった[4]。
- 1896年 7月に金井商店という日本食糧雑貨店が北メイン425番地に開業。これが南カリフォルニアにおける日本食料品販売店の元祖。
- 1899年 クラブ・バー「Little Pedro's」がオープン（現在も営業中。小東京最古の飲食店）。[要出典]
- 1903年 南カリフォルニア大学の学生だった山口正治、渋谷清次郎、飯島榮太郎ら3人が日系最初の新聞メディア「羅府新報」をこの地で創刊。初期ガリ版刷り、11月活字になる。和菓子店「風月堂」が開店。
- 1905年 「リトルトーキョー」、「小東京」という名称が一般的になる。
- 1906年 サンフランシスコで大地震、北カリフォルニアに住んでいた日系人数千人がリトルトーキョーに移住。初の寿司屋[5]、初の日系人経営の映画館「The International」がオープン。アズサ通りにあるキリスト教会で現在のペンテコステ派の土台となる集会が持たれるようになり、全米の注目を集める。このころの急激な日本人増加からロサンゼルスでの排日ムードが高まる[6]。
- 1907年 小東京の人口が3万人を超える。
- 1908年 小東京の日系人の店舗が40カ所以上に。ほとんどの日系人が農家を経営していたため、翌年に青果市場を設立。
- 1910年 橋本錬三郎が三河屋をオープン（2021年6月29日閉店）。
- 1911年 『北米踏査大観』によると、リトルトーキョー界隈に日本人経営の店は100以上あり、飲食店、洋服店、薬屋、本屋などから魚市場・野菜市場、風呂屋に至るまであった。また、5つのキリスト教系団体（信者約250名）と2つの仏教団体（約700名）があった[7]。
- 1913年 早川雪洲がこの地で演劇活動を始める。
- 1916年 賭博場ヤマトクラブ開店。
- 1920年 柔道道場が完成。
- 1922年 羅府日米新聞創刊。
- 1923年 日系人のための教会ユニオン・チャーチが完成（現在は芸術系非営利団体が利用している）。
- 1924年 日露戦争で日本が勝利した頃から起こりつつあった日本人排斥の流れの中、政府が排日移民法を制定。日本からの移民を禁止した。
- 1925年 中華料理店「Chop Suey(チャプスイ)」が開店。チャップリン等の映画スターが数多く常連に。
- 1931年 加州毎日新聞が11月5日に創刊。翌年、画家の竹久夢二がエッセイ「南加感傷」を短期連載（毎日新聞とは無関係。1990年代に廃刊）。
- 1934年 日系アメリカ人の若者達が「二世ウィーク祭り」（Nisei Week、世界最大の日系人の祭り）を提唱、開催。翌年、「エンブンマーケット」がオープン。
- 1937年 産業日報新聞創刊。

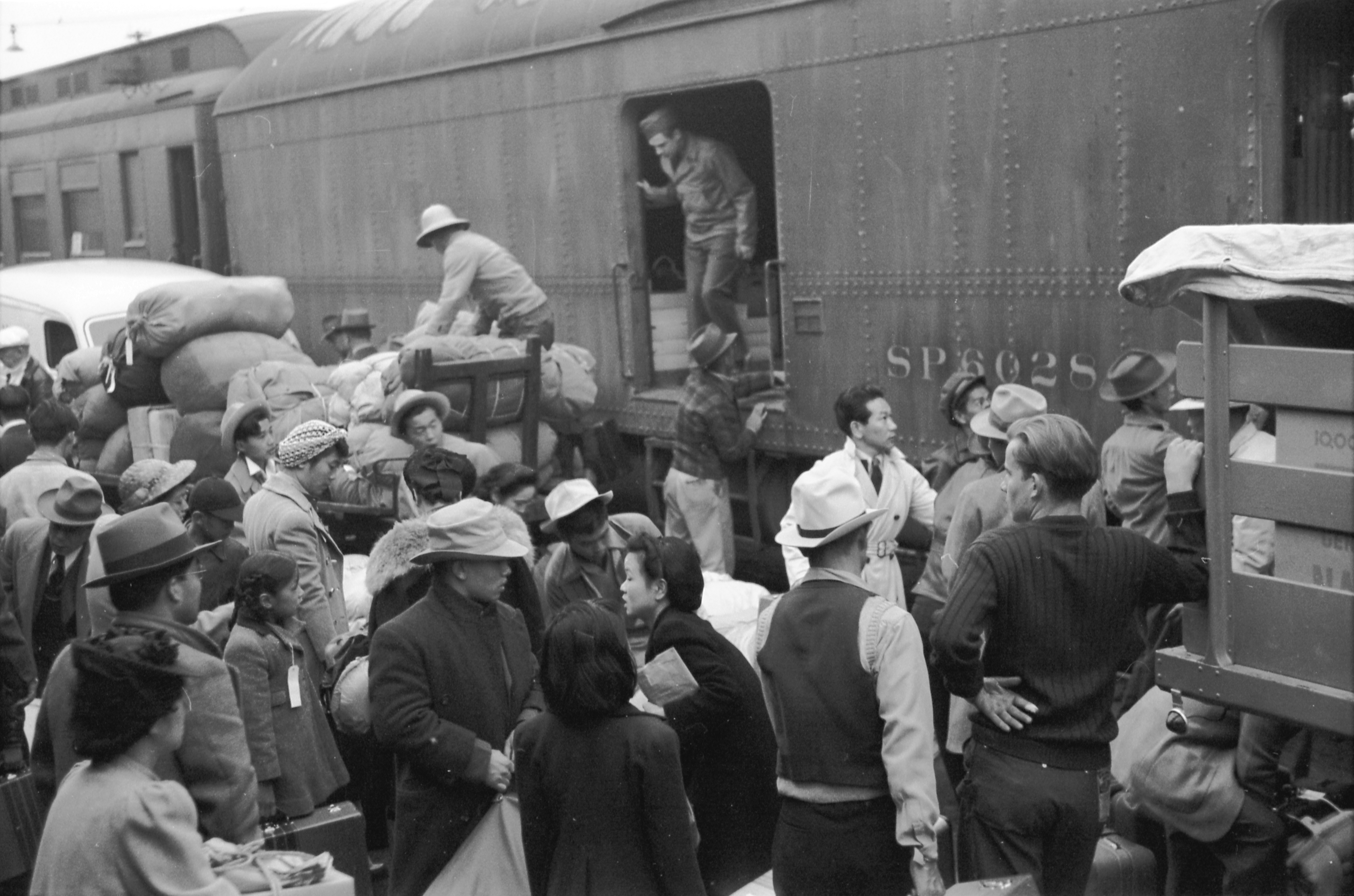
強制収容される日系人（1942年）

- 1938年 この頃より松乃寿司（松の寿司）が開店[8][9]（戦後、1949年までには再開している[10][11] ）。
- 1941年 中央日本人会は、仲村権五郎会長と「羅府新報」英文編集長の田中董梧（英語版）の両名を首都ワシントンD.C.に送り、多くの要人や政治家達に面接を求めて日系人の窮状を訴えた。同年12月に日米間で開戦。
- 1942年 大統領令9066号が発令され、西海岸一帯に住む全日系アメリカ人が収容所に強制入所させられる。リトル東京から日系人の姿は消え、ゴーストタウン、スラム化したとされる。この頃から黒人の居住者が増加。「コブラ・クラブ」等、黒人ジャズクラブが20店舗以上開店し、当時無名のチャーリー・パーカー等が演奏。
- 1943年 6月中旬、「ズートスーツ暴動」（en:Zoot Suit Riots）と呼ばれる兵隊同士の人種間闘争がダウンタウン地区で勃発。近隣のリトルトーキョーにまで飛び火。10月、黒人ビジネスマンらがリトルトーキョーの名称を「ブロンズヴィル（Bronzeville）」に改称。しかしその名称は3年しか続かなかった。
- 1945年 第二次世界大戦の終結に伴い、この年の暮れまでに強制連行された112,000人の内、25,000人がリトルトーキョー、あるいはその周辺地区に戻る。
- 1947年 9月に羅府日系人協会が設立。
- 1949年 1月に羅府日系人協会と小東京実業組合が合併、財団法人南加日本人商業会議所としてカリフォルニア州政府に認定される。「二世ウィーク」が復活。
- 1950年代 日本の映画会社が相次いでこの周辺に映画館をオープン。邦画専門館だけで5館あったといわれる。東映映画専門館「リンダ・リー劇場」等が有名。
- 1952年 南加日本人商業会議所が現在の南加日系商工会議所に名称変更。
- 1960年代 創価学会を始めとする日本の宗教団体が小東京に拠点を置き始める。
- 1960年  日米修好100年記念で訪米中の皇太子明仁親王と美智子妃が来訪。
- 1961年 商工会議所が「リトルトーキョーを守れ」と区画整理保護を政府に提唱。
- 1964年頃 「かわふく」が米国初といわれる本格的寿司バーを開設（職人が握った寿司）[12][13][14][15]。
- 1970年代 日系のビジネスセンターとして再開発が開始される。

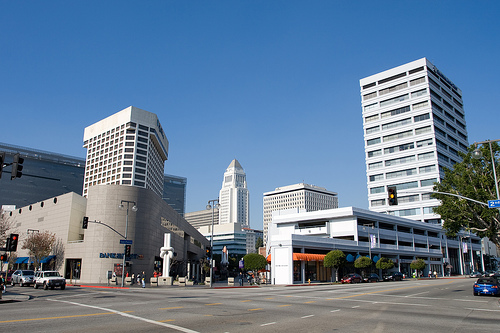
ウェラーコート

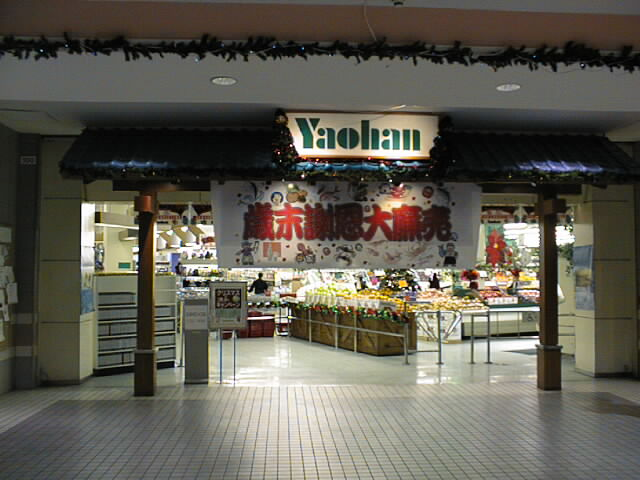
ヤオハン

- 1976年 広い住居を求めて多くのアーティストがリトルトーキョーに移住し始める。これが後のアート・ディストリクト（芸術地区）指定の基礎となる。
- 1977年 「ニューオータニ・ホテル・アンド・ガーデン」開業。
- 1978年 「ジャパニーズ・ヴィレッジ・プラザ」が完成。
- 1979年 非営利法人「リトルトーキョー・サービスセンター」が設立。
- 1980年 「ウェラーコート」完成。日米文化会館完成。
- 1983年 「日米劇場」完成。
- 1984年 無料紙「日刊サン」が創刊。
- 1985年 「ヤオハン」及び「ヤオハン・プラザ」がオープン。
- 1986年 一番街がロサンゼルスの史跡に指定される。日系宇宙飛行士エリソン鬼塚が搭乗したスペースシャトル・チャレンジャー号が発射直後に爆発、乗員7名全員死亡。鬼塚の功績を記念して、小東京内に鬼塚ストリート及び記念碑を建立。
- 1987年 レーガン大統領政権下のアメリカ政府が第二次世界大戦中の日系人収容に関して公式謝罪。慰謝料として一人2万ドルが支給される。
- 1989年 無料紙「OSAGAWASE」（後に「Lighthouse USA」に名称変更）が創刊。無料日系紙が相次いで創刊される。このため、有料紙が経営難に陥る。
- 1990年代 日本からの旅行者で賑わうが、バブル景気が終焉期に入り、その数は激減。この頃、新規の店舗経営者には韓国人・中国人が目立ち、空き店舗や得体の知れない店舗が目につくなど、日本人・日系人の間では「リトルトーキョーは終わった」とも囁かれ、90年代は小東京にとって冬の時代ともいわれた。
- 1991年 北米で唯一の日本映画専門館「Little Tokyo Shochiku Cinemas」が閉館。北米初のしゃぶしゃぶ専門店がこの地にオープン。
- 1992年 全米日系人博物館が開館。
- 1994年 住宅地としての再開発が開始される。
- 1995年 野茂英雄がロサンゼルス・ドジャースと契約、小東京も野茂特需に湧く。小東京が歴史地区に指定される。
- 1996年 小東京に交番を設立。
- 1998年 全米日系人博物館新館がオープン。
- 1999年 南加日系レストラン協会（JRA）が発足。
- 2000年 「Mitsuwa」が経営破綻した「ヤオハン」を買収。
- 2001年 旅行者の激減に伴い、小東京の宣伝活動を強化。10万枚のパンフを空港・ホテルに配布。
- 2003年 治安悪化対策にロサンゼルス市が動き出す。
- 2005年 羅府新報が本社ビルを売却。同編集部は「ウェラーコート」内に移転。600人で作成した「小東京壁画」が完成。3棟のコンドミニアム着工、1棟完成。
- 2006年 中華料理店「Far East Cafe」がフージョン料理店「Chop Suey Cafe and Lounge」として12年振りに開店。タイではバンコク近郊のシーラチャ地区に住む5,000名の日本人駐在員のために高級コンドミニアム等が建設され、同地区が「リトルトーキョー」と呼ばれるようになった。
- 2007年 リトル東京商工会議所が全域に無料の無線LANを開設。住宅開発ラッシュが加速。5棟のコンドミニアムが完成。5月に初のストリップバー「Little Tokyo Showgirls」が酒販売許可書なしに開店。7月に「ジャパニーズ・ヴィレッジ・プラザ」、8月20日に鹿島建設所有の「ホテルニューオータニ」と「ウェラーコート」が約70億円で売却され、日系社会に不安が襲う。夏の二世祭でねぶた祭が初登場（8月）。地下鉄駅工事開始（9月）。多目的劇場「The ImaginAsian Center」が完成（12月7日）。
- 2008年 「Kawada Hotel」が「Zen Project」を立案、50階建て330室の超高層マンションを計画。1月から着工。「Emergency Operation Center」が完成。5月には「ミツワマーケット」が韓国人の投資家グループによって買収される。
- 2009年 「ミツワマーケットリトル東京店」が閉店。「新ジャパニーズ・ヴィレッジ・プラザ」がオープン。ロサンゼルス郡都市圏交通局ゴールドラインのリトルトーキョー駅が11月15日に開通。
- 2011年 秋に地下鉄接続駅を「オフィス・ディポ小東京店」地下に開業。
- 2024年 非営利団体「歴史保護ナショナル・トラスト」が存続の危機にある歴史地区に指定[16]。

## 歴史

### 19世紀
19世紀末に数万人の日本人がこの地に移住。この地域は19世紀中期はドイツ系移民が数多く住んでいたため、「リトル・ベルリン」などとも呼ばれていた。リトルトーキョーの基となったのは日本人漁民だった「チャールズ・カメ」こと重田濱之助という人物が開店した日本食店「カメ・レストラン」である。ここから日本人移民がこのエリアに移住して来たといわれる。

### 1900年代-1930年代
学校、教会等、当時の日本人に必要とされていた物品・サービスを販売する店舗等が徐々に増えていった。1905年頃から、現在のリトルトーキョー、小東京と呼ばれるようになったといわれている。1909年、当時日本人会長だった甲斐政次郎は、生花栽培と流通を担う南カルフォルニア花市場株式会社を設立し、この生花流通システムを全米に拡げた。ただ、日曜の営業や低賃金女性労働者利用には社会からの批判もあり、1913年にカリフォルニア州外国人土地法が施行された。
市民権獲得資格の無い外国人の土地所有が制限されていったものの、20世紀に入り移民が急増したことにより、1930年代には35,000人もの日本人がロサンゼルスに移住、その多くはここに居住していた。なお、リトル・トーキョーに隣接するボイル・ハイツ地区は日系移民やユダヤ系の住居が数多くあり、「生活の場はボイル・ハイツ、職場はリトル・トーキョー」というのが一般的であった。

### 第二次世界大戦
1941年12月に日米間で開戦されると、人種差別を背景にした政令が施行されたために全米の日系人は強制収容され、資産も没収された。リトル・トーキョーでも日本人の姿を見ることはなくなり、代わりにアフリカ系アメリカ人の姿が目立つようになる。
数人のアフリカ系アメリカ人ビジネスマンは、このエリアに商工会議所を設立し、名称を「リトル東京」から「ブロンズヴィル」に変更した。日系人の街からアフリカ系アメリカ人の街に変貌した。戦後、日系人がこのエリアに戻って来ると、土地の値段が上昇、アフリカ系アメリカ人達は立ち退きを余儀なくされた。

### 1940年代-1960年代
第二次世界大戦後の1940年代後半には、リトル・トーキョー周辺に数多くの日本人、日系人が定住した。映画館も「ラブレア東宝」、「富士館」等5軒程あり、日活、東映、東宝、松竹等、日本のメジャー各社が劇場を運営した。こうした邦画専門館は「日本とアメリカのへその緒」ともいわれ、遠い祖国へ想いを馳せる日系人の憩いの場となった。1960年代には、寿司カウンターを備えた日本食レストランが誕生、アメリカにおける寿司文化発祥の地ともされる。

### 1970年代-1990年代
3世、4世に世代の中心が移ってアメリカ社会に同化した。高学歴かつ裕福な層が増加した新世代の日系人達は、地価が高く治安も良く、さらに「アメリカ・トヨタ自動車販売」や「ホンダ・オブ・アメリカ」、「リコー・アメリカズ・コーポレーション」などの多くの日系企業がオフィスを構えるロサンゼルスの南部に位置するオレンジ郡やサウスベイ地区（トーランス市、ガーデナ市）、北側に隣接するグレンデール市などに住居を構え始め、それに併せて日本企業の駐在員もこれらの地域に住居を構えるものが増えた。また日系人向け、日本人向けのレストランや店舗もそれらの地域に移り、リトル・トーキョー地区の日系人口が減少して行った。やがてリトル東京は日本からの観光客や駐在員とその家族向けを対象とした店舗が増えた。1977年にはニューオータニ・ホテル・アンド・ガーデンが開業。21階建てで、洋室のほかに和室や日本庭園があり、日本からの旅行者や出張者が利用。日系人や日本人の会合の場としても頻繁に使われた。1980年にはWeller Courtが開業し横浜おかだや、松坂屋、紀伊国屋書店などが入店し、また同年にはHonda Plazaが開業し、日本人（日系人）の経営による小規模店舗の商店街ができた。三井銀行、三菱銀行、住友銀行の支店もできた。1990年代には「加州毎日」や「新日米」、「クロスロード」等の老舗日系新聞メディアが次々と日系社会から姿を消した上に、総領事館もダウンタウンに移転した。

### 2000年代-現代
21世紀に入ると、新居住区計画として数多くのアパート・マンション等が周辺に乱立していく。ただし、購入者の多くは韓国系であった。このようなアジア系人口の増加を受け、リトル・トーキョーの人口は数年後に4倍になるともいわれている。
韓国や台湾、中国等と違い、日本政府・行政との交流がほとんどないことや、高学歴かつ裕福な層が増加したこともあり、上記のように現在では日系人（日本生まれの新日系人を含む）や駐在員でここに居住する者はあまり見られない。韓国系や中国系のビジネスオーナーの姿が目立ち、東南アジア系の客の姿も少なくない。このため、チャイナタウン等のようなロビー活動等がまったく行われていない。また、リトルトーキョーを訪れる日本人観光客も減少していた。
しかしながら、人口増加を受けて2010年代にスターバックス・コーヒーや日本発のラーメンチェーンなど深夜営業の店舗が多く出店したことなどで、深夜まで多くの客で賑わいを見せるようにもなり、かつてのような閑散とした様子とは様変わりしつつある。
近年は都市再開発の影響により、立ち退きを余儀なくされている日系商店も少なくなく、リトル・トーキョーが存続の危機にあるとして、民間非営利団体である歴史保護ナショナル・トラストは2024年5月1日に本地区を存続の危機にある歴史地区に指定した。

## 概要
ロサンゼルス通り、アラメダ通り、一番街、三番街の4つの大きな通りに囲まれている。リトル・トーキョー周辺部だけでなく、ロサンゼルス南部に位置するトーレンス地区やガーデナ地区に住む日本人や日系アメリカ人に日本の娯楽や食事、仕事を提供する場となっている。また、日本人向けの銀行や病院、弁護士事務所なども多い。
リトル東京地区に隣接するアート地区（アーツ・ディストリクト、Arts District）では、倉庫街だったころの建物をロフト（住宅兼スタジオ）に改装したところに数千人のアーティストが居住しており、こうした住人もリトル・トーキョーの新しい利用者となりつつある。現在はアメリカ人向けの日本的な街に変化しつつある。なお近年、アーツ・ディストリクトのロフトがオシャレであるということで、富裕層の間で人気が高まり家賃が高騰するジェントリフィケーション現象が起こっている。無名アーティストが居住することが難しくなっており、芸術家が流出しているといわれている。
1999年から新たに始まったロサンゼルス市の「LAルネッサンスプロジェクト」はロサンゼルスのダウンタウンを新しい町に作り変えた。ロサンゼルスのダウンタウンはこれにより多くの地域に分かれ、リトル・トーキョーは「Little Tokyo Disctrict（リトル・トーキョー地区）」と呼ばれるようになった。
2006年現在このプロジェクトの効果もあって、リトル・トーキョー内に5つのコンドミニアムプロジェクトが進行しており、1棟が完成、完成前に完売しているコンドミニアムも見られる。こうした動きのなかで、地元3大スーパーマーケットもこぞってリトル・トーキョー内に店舗を開店、100円ショップや日本のアンティークなどを置く店もできている。
また、新しい傾向として、スターバックス・コーヒー、クイズノス・サンドイッチ、サブウェイ・サンドイッチ、アメリカンアパレルなど日本食以外のチェーン店も軒を並べるようになった。一方で、一番街の北側の建物は歴史的建造物に指定されており、西本願寺羅府別院など市指定の重要文化財や国定史跡に名を連ねるものもある。
2009年、全米日系博物館の向かい側にメトロ・ゴールドラインのリトルトーキョー/アーツ・ディストリクト駅が完成した。ゴールドラインは2019年現在、ダウンタウンのユニオン駅を介して、アズサのAPU/シトラスカレッジ駅とイーストロサンゼルスのアトランティック駅を結んでいる。現在、17カ所の駐車場を完備しているが、人口の急激な増加には対応し切れておらず、これを理由にリトルトーキョーに足が遠のいているのも実情である。
ロサンゼルス市は、人口の流入が治安維持のキーポイントとなるとして、リトル・トーキョー内に交番を配置した。リトル・トーキョー防犯協会が地区内を巡回し、より安全な街づくりを手がけている。なお、南隣のスキッド・ロウは非常に治安が悪い地域である。

### 記念碑・像・ランドマーク
- 杉原千畝像
- 二宮尊徳像
- 日系人部隊記念碑
- 日系米国人退役軍人慰霊碑
- 火の見櫓

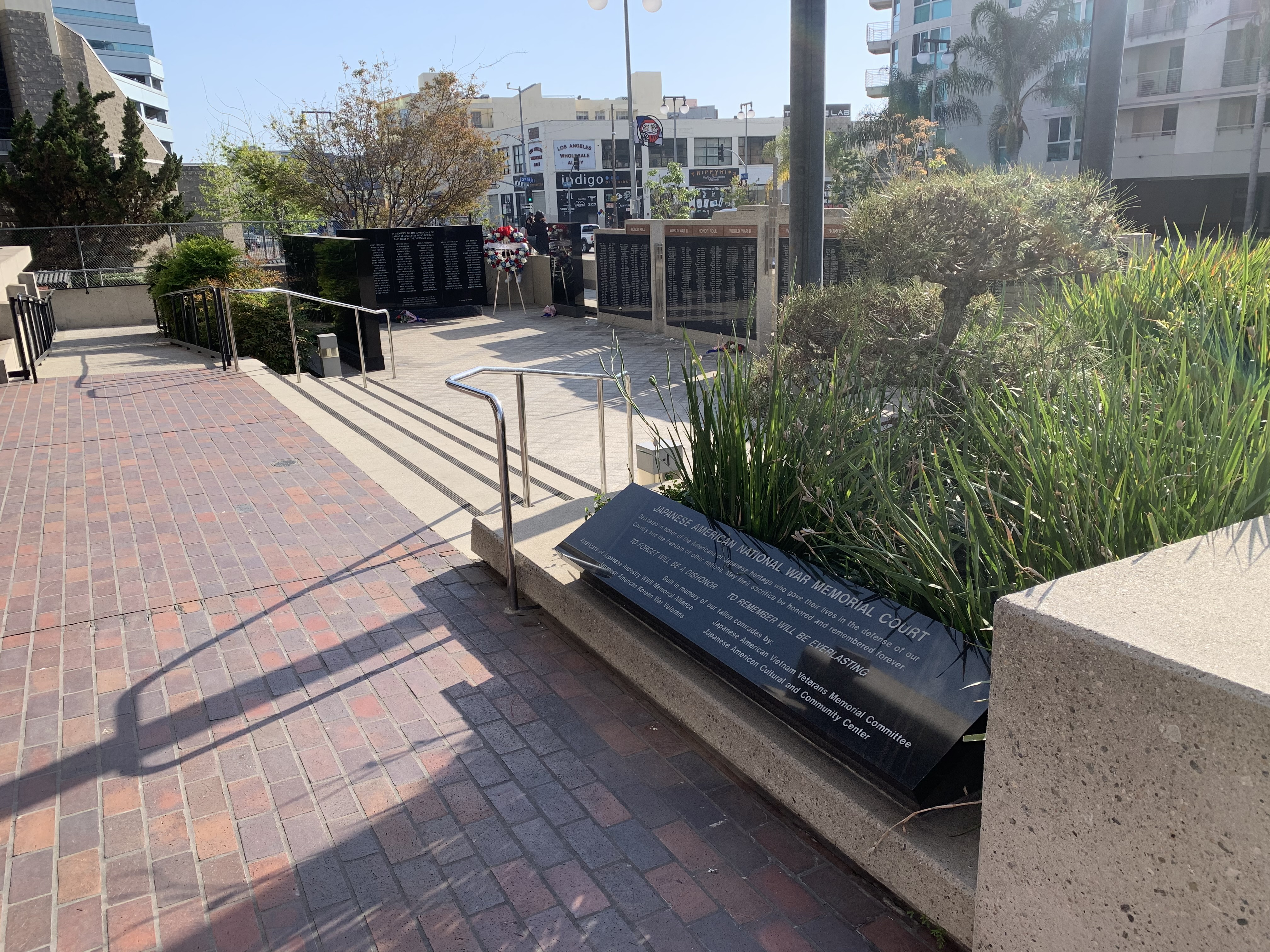
日系米国人退役軍人慰霊碑

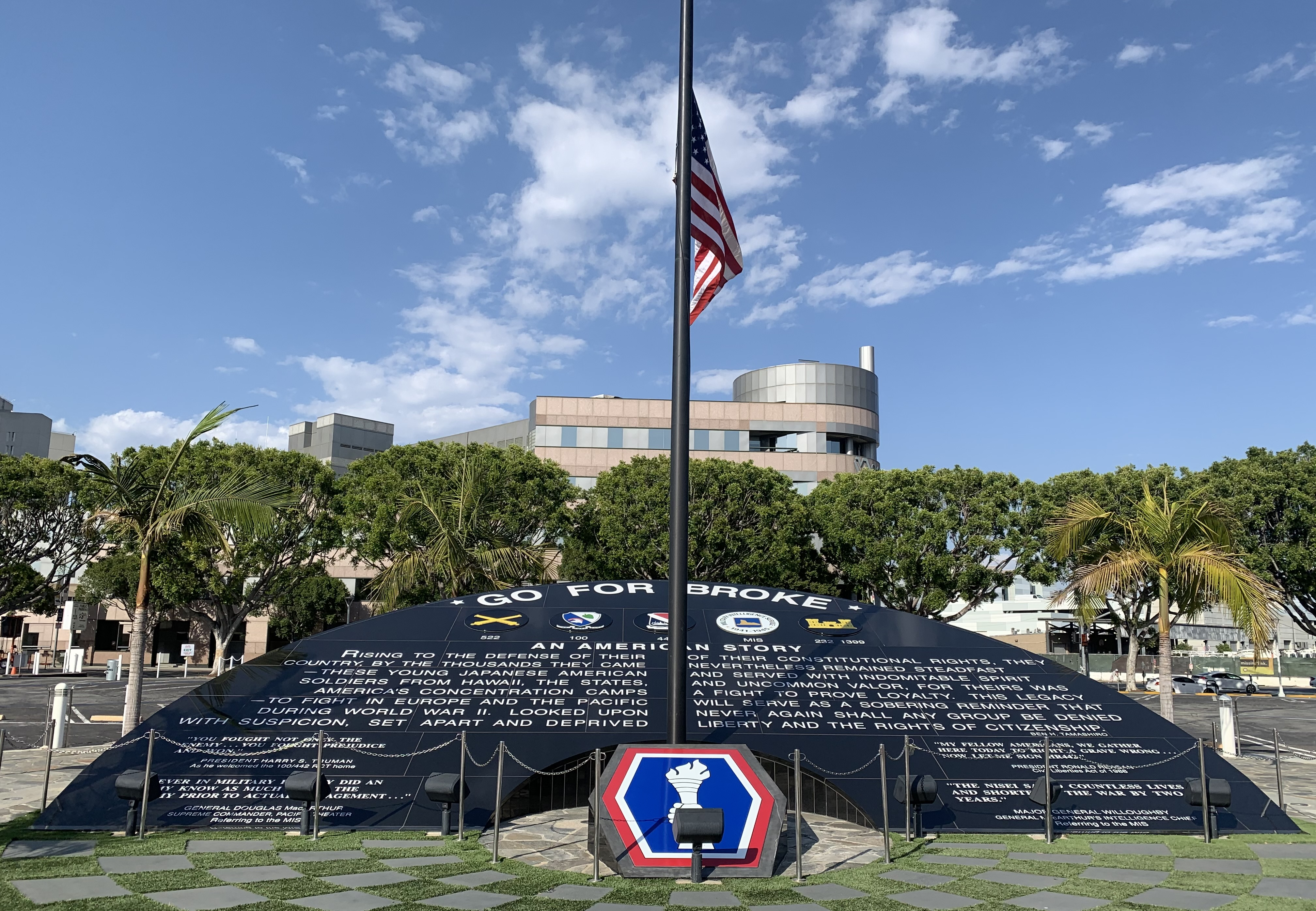
日系人部隊記念碑

- エリソン・オニヅカ：スペースシャトルモニュメント

### 公的施設
- リトルトーキョー・ロサンゼルス市営図書館（Little Tokyo Public Library）
- Emergency Operation Center（2008年完成）
- 交番（観光案内所も兼ねて、警察官が常駐している）

### 文化施設
- 全米日系人博物館

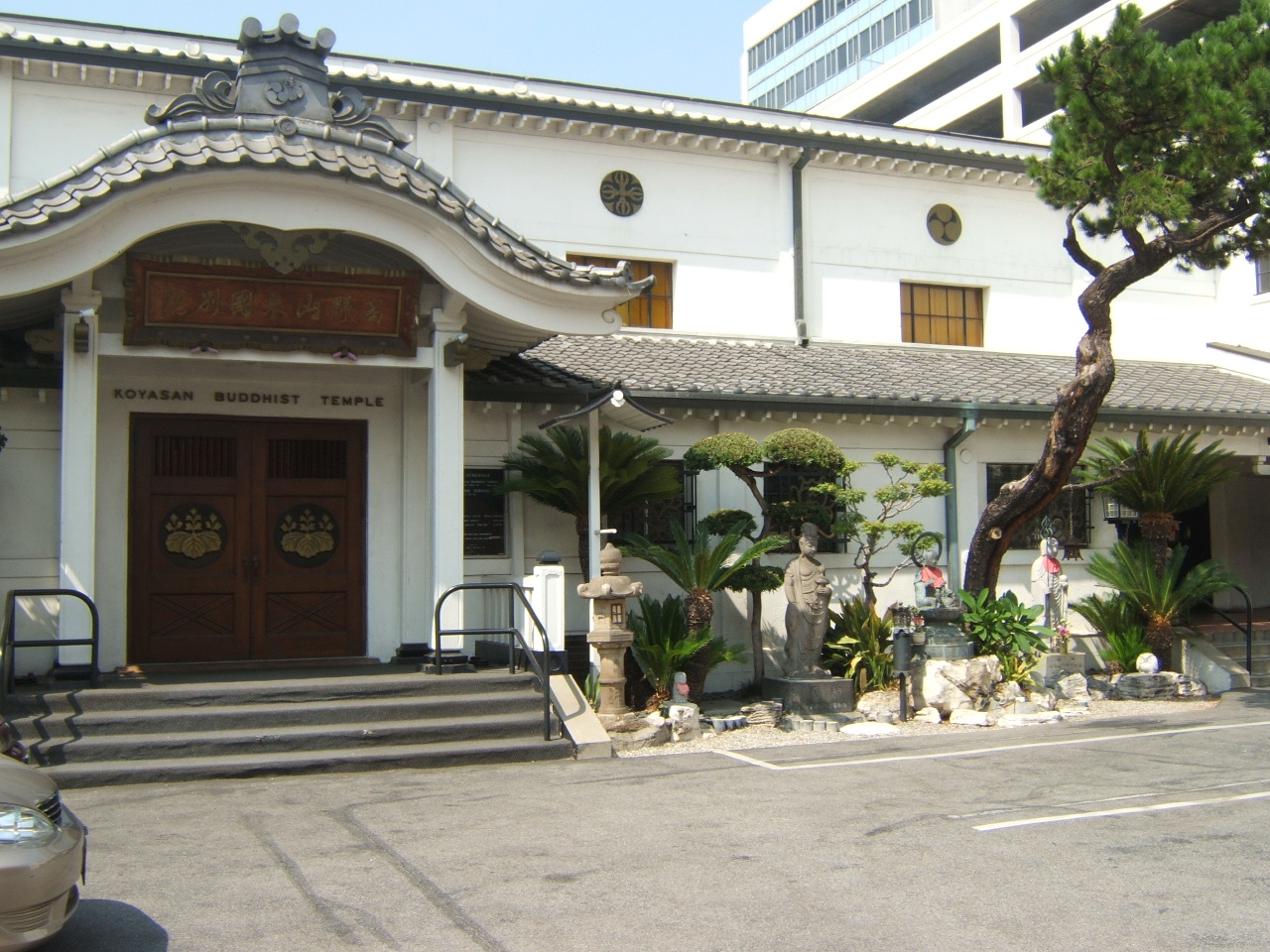
高野山真言宗米国別院

- The ImaginAsian Center (旧「ラ・ブレア東映」、旧「リンダ・リー劇場」を改築、2007年12月7日オープンの多目的劇場)
- 日米文化会館　ペンテコステ派の土台となった教会の跡地にあり、記念碑がある。
- 日系劇場（野口プラザ）
- 高野山米国別院（英語版）
- 西本願寺羅府別院
- ロサンゼルス東本願寺別院

### ホテル
- ダブルツリー・バイ・ヒルトンホテル（旧キョート・グランドホテル&ガーデンズ）（旧ホテルニューオータニ（1980年代初期、ロス疑惑事件の舞台の1つとして何度も日本のワイドショーに登場）
- 都ホテル（近鉄グループ）
- カワダホテル（116室完備の小振りなホテル。近くに50階建ての高層マンションを建造中。屋上付近には日本のコンビニのファミリーマートが営業）

### 格安ホテル
- Little Tokyo ホテル
- Daimaru ホテル(日本人経営/日本語対応/2014年改装）
- ホテル加宝
- Hotel Cecil (640 S. Main Street, Los Angeles, CA 90014)

### 買い物
- Japanese Village Plaza（ジャパニーズ・ビレッジ・プラザ）
  - ニジヤマーケット
  - 和楽（ビデオ）
- Weller Court（ウェラー・コート）
  - 紀伊國屋書店
  - マルカイマーケット（ビデオ）
- Honda Plaza（ホンダプラザ）
- Little Tokyo Square（リトルトーキョースクエア）
- 羅府物産（ビデオ）
- Office Depot
- The Last Bookstore（巨大書店）4thとスプリング街。書籍、CD、ビデオ等を販売。

### レストラン・飲食
2023年現在、リトルトーキョーには約70のレストラン飲食店が営業している。
- Sushi Takeda (旧Mako Sushi) (寿司)
- Torigoya (焼き鳥　旧Kokekokko）
- Shabu Shabu House (90年代初期開店の北米初のしゃぶしゃぶ専門店。毎日20−30名は並ぶ。月曜休店)
- champions curry (カレー専門店)
- Sushi Enya (LA近郊に5店舗)
- kouraku (ラーメン、中華屋）
- Tamon(都ホテル 2F)
- Bar Ohjah (都ホテル 2F)
- 大黒屋（ラーメン店）
- CHINCHIKURIN (お好み焼き、たこやき）
- GAZEN (日本食）
- SHIN SEN GUMI （博多ラーメン）
- Suehiro Cafe (日本食)
- Kaminari Gyoza
- Mr. Ramen (ラーメン店)
- Chop Suey Cafe (フージョン料理)　100年前にあったFar East Cafeを2005年に新装改築。
- Far Bar (Chop Suey内にあるバー)
- 丸亀もんぞう
- くら寿司（kura revolving sushi bar)
- スターバックス・コーヒー（この地区には2店舗）

### 銀行
- Bank of the West (ミツワマーケットからオニヅカ通りに移転)
- シティバンク
- ユニオン・バンク・オブ・カリフォルニア
- マニュファクチャラーズ銀行（三井住友銀行現地法人。二宮尊徳像はこの銀行の前に置かれている）
- チェイス

### その他店舗・施設
- Downtown Independent (2007年12月7日オープンした多目的劇場)
- Visual Communications (アジア系の映像非営利組織。年に1度のアジア系最大の映画祭を主催している)
- The Platinum Gentlemen's Lounge (2010年1月に開店した小東京唯一のストリップクラブ)
- 羅府新報本社（創刊100年以上の歴史を持つ日英新聞）
- 日刊サン本社（日本人向けの無料日刊紙、雑誌の販売）
- East West Players本部（全米最大・最古のアジア系演劇集団）
- Bluewhale（オニヅカストリート123番地にあるジャズバー）
- 2nd Street Jazz (日本人経営のレストラン&バー。様々なスタイルの音楽が楽しめる。)現在は『Wolf & Crane』というバー。
- Best Chiropractic Clinic (カイロプラクティック)
- Ike Mac (同地区唯一のPCショップ)
- Sushi Chef Institute (寿司教室)
- Fukui Mortuary (葬儀屋)

### 新築住居・アパート・コンド・ロフト
- Hikari Apartment（小東京の中心地に位置するアパート）
- Sakura Crossing (ウェラーコート隣にあるアパート)
- Mura（日系人の為に建設されたコンドミニアム 629 Traction Ave.）
- Artisan on Second （117室のコンドミニアム）
- Alexan Savoy　（303室のコンドミニアム）
- Teramachi (コンドミニアム)
- Little Tokyo Lofts (ロフト、420 S. San Pedro St.)
- Santa Fe Lofts (121 E 6th St. Los Angeles, CA)
- Block 8 (750室のコンドミニアム、Second St. between Los Angeles St. and San Pedro St.)
- Higgins Building (10階建135室のコンドミニアム)
- Kawada Zen Project（2008年1月着工予定の50階建て330室を装備した超高層マンション）
- Vibiana Lofts (41階建、300室のコンドミニアム　Los Angeles St. & Maine St.)

### イベント
- 2世ウィーク（毎年8月中旬に開催される日系人最大のイベント）
- VC Film Festival (毎年5月に開催されるアジア系映画祭)

### 日系新聞・情報誌
以下の刊行物は全てリトルトーキョーで入手可能。
- 羅府新報（日曜休刊　日・英　有料）
- 日刊サン（日曜休刊　無料）
- J-Town Guide Little Tokyo (月末発行 英文 無料）
- Lighthouse USA（月2回発行　無料）
- Bridge USA (月1回1日発行　無料)
- US Japan Business News (毎週月曜発行　有料)
- Weekly La La La (毎週金曜発行)
- Sushi and Sake (月末発行　英文　無料)
- Daily Yomiuri
- Asahi Shimbun
- Nikkei
- 羅府テレフォンガイドTM (年1回発行 無料)

## 交通
| リトルトーキョーを走るゴールドライン |  | リトルトーキョー/アーツ・ディストリクト駅 |
| リトルトーキョーを走るゴールドライン |  | リトルトーキョー/アーツ・ディストリクト駅 |

- LADOT DASH(Route A)（$0.25：乗り継ぎ1回）
- Metro Bus(16, 30, 31. 40, 42, 316, 330)（$1.25：片道／$3.00：1日Metroパス）
- ロサンゼルス郡都市圏交通局ゴールドライン (Metro Gold Line)
- Montebello(40)